# Rhinocricus cantantus
Rhinocricus cantantus är en mångfotingart som beskrevs av Chamberlin 1955. Rhinocricus cantantus ingår i släktet Rhinocricus och familjen Rhinocricidae. Inga underarter finns listade i Catalogue of Life.